# Turismo en Tunja
La ciudad de Tunja es la capital del departamento de Boyacá y uno de los principales destinos turísticos del departamento, pues cuenta con diversas actividades turísticas, además de ser próxima a la capital del país. La ciudad se localiza en la zona norte del Altiplano Cundiboyacense, desde el cual se puede acceder a los principales destinos turísticos del departamento. La compleja situación climática de Tunja permite encontrar diversidad de paisajes (desértico hacia las cárcavas orientales), de coníferas en la región sur, la campiña andina hacia el norte y las grandes montañas hacia el oeste.
El Centro Histórico de Tunja declarado monumento nacional hace más de 50 años, conserva importantes tesoros de las diversas épocas históricas colombianas, las tradiciones ancestrales y la tendencia modernista hacen de esta ciudad un lugar ideal para el turismo multimodal.

## Circuitos turísticos
En Tunja y su zona periférica se encuentra legalmente constituido el Anillo Turístico Las Hinojosa, una ruta turística creada hace algunos años en Boyacá con el fin de promover el Turismo en la zona. El circuito comienza en el Puente de Boyacá y termina en el municipio de Chivatá

## Turismo histórico[2]
Todas las etapas de la historia de Colombia han sido conservadas por el pueblo Tunjano, desde las primeras migraciones de habitantes que poblaron Suramérica, la conquista y colonización española, la independencia de la nueva nación, la época republicana hasta los desafíos de la Edad Contemporánea. 

### Museos y monumentos prehispánicos[3]
- Los Cojines del Zaque:

El culto al sol formó parte de la cultura amerindia. El pueblo Muisca tenía como templo religioso principal dos piedras en forma circular, talladas en una roca de gran dimensión, que los mismos que los españoles llamaron Cojines del Diablo, debido a los rituales de siembras y cosechas realizados por los indígenas donde predecían los cambios astronómicos y agrícolas del pueblo. Hoy se encuentra en la Comuna 4, muy cerca al Templo del Topo.
- Pozo de Donato o de Hunzahúa

Uno de los lugares sagrados de culto al amor y a la fecundidad de los Chibchas en Tunja, que lleva el nombre de Hunzahúa, el cacique Muisca. Fue un lugar célebre durante la colonia debido al fracaso del intento de desagüe por parte del capitán español Jerónimo Donato de Rojas en el siglo XVII. Se encuentra a su lado el Templo de Gorranchacha y también es conocido por la leyenda del incesto mitológico de Hunzahúa. El Cacique Quemuenchatocha oculto allí sus tesoros, los que ningún otro ser humano ha podido encontrar. Se encuentra en la zona universitaria, en la Comuna 2 sobre la Avenida Norte.
- Museo Arqueológico de la Uptc:

Científicos encontraron y analizaron los enterramientos de pueblos nativos en predios de la universidad. Allí se encuentra el Museo Arqueológico y los diversos hallazgos expuestos en diversas zonas del campus. El Museo Arqueológico se encuentra en la Biblioteca Jorge Palacios Preciado.
- Monumento a la Raza Indígena:

Situado a un lado de la Carretera Panamericana en el norte de la ciudad se encuentra el monumento a la resistencia indígena del cacique Quemuenchatocha contra la hostigación española, bajo la consigna "Mi cuerpo está en vuestro poder, disponed a vuestro antojo, pero en mi voluntad mando yo".

### Arquitectura colonial
- Museo Casa del Fundador Capitán Gonzalo Suárez Rendón:

Orgullo de Hispanoamérica, está situada en la zona oriental de la Plaza de Bolívar. En ella se ubica actualmente la Secretaría de Cultura y Turismo de la Alcaldía Mayor de Tunja y la Academia Boyacense de Historia. Es la joya arquitectónica más característica de las residencias particulares del siglo XVI, y se conserva la historia privada de la aristocracia tunjana desde los años de la fundación hispánica de Tunja. Es la única Casa de Fundador que existe en Hispanoamérica, construida por él mismo, en donde vivió, murió y continuó como residencia familiar de sus hijos. Esta mansión colonial fue centro de trascendentales actividades en los siglos de la Colonia, y luego en la independencia y la República. En este sitio en el cual había solo un bohío se reunió el Cabildo de Tunja por primera vez, el 7 de agosto de 1539 y los días 11, 14, 16 Y 18 de agosto para tratar los problemas de la naciente ciudad. Fue edificada a mediados del siglo XVI, con la mano de 3.000 indígenas. Allí se alojaron los principales personajes españoles que llegaban a Tunja; allí llegaron los conquistadores Jerónimo de Lebrón, Don Alonso Luis de Lugo, Hernán Pérez de Quesada y Don Pedro de Ursúa. Allí se ubicó también el despacho principal del Nuevo Reino de Granada en ausencia de Jiménez de Quesada y de Hernán Pérez.
- Casa de Juan Agustín Niño y Álvarez:

Casa familiar del prócer mártir de la independencia de Colombia Juan Nepomuceno Niño. Se sitúa en la plaza Bolívar, antigua plaza Mayor, la casa está declarada como Bien de Interés Cultural por el Gobierno de Boyacá, dentro del programa para la protección, conservación y sostenibilidad cultural de la nación. La casa reformada, ocupa la parte sur del edificio original en la Casa del Capitán Martín de Rojas. Su fachada ocupa la parte suroeste de la plaza mayor (actual plaza Bolívar) y de la actual calle 20. Hecha con las técnicas arquitectónicas más refinadas de la época, dispone de una balconada en madera en segunda planta de estilo plateresco. La fachada tiene un conjunto labrado en piedra de estirpe Dórico-Toscana, con entablamento y pilastras esculpidas en altorrelieve, cuyo esquema se acerca al estilo plateresco. En la portada se ubica el escudo de la familia Niño de Moguer. En su interior tiene un patio central columnado, en dos plantas. En la actualidad es un museo de la Secretaría de Cultura y Turismo en Tunja del Gobierno Federal. Sede actual del Instituto de Cultura y Bellas Artes de Boyacá (ICBA).

### Sitios históricos de la época independentista
- Loma de los Ahorcados o Alto de San Lázaro

Lugar reconocido donde Bolívar divisó el trazado de las tropas españolas y desde donde emprendió el ataque que culminó con la victoria de Boyacá el 7 de agosto de 1819, en la zona occidental de la ciudad ( Comuna 4)
- Paredón de los Mártires:

Es uno de los monumentos históricos de Tunja que recuerda el Régimen del Terror en la Guerra de Independencia en el Nuevo Reino de Granada, ubicado en el costado norte del Bosque de la República. Allí fueron fusilados los gobernadores de la Provincia de Tunja José Cayetano Vásquez y Juan Nepomuceno Niño; y además el teniente coronel José Ramón Lineros el 29 de noviembre de 1816. Los restos se conservan en la Catedral Metropolitana.

### Arquitectura republicana[4]
- Casa Cultural "Gustavo Rojas Pinilla" (CCGRP):

Es un centro de desarrollo de la cultura y las expresiones artísticas, académicas y científicas de Tunja y del Departamento, declarado mediante Ley 50 de 1986 como Monumento Nacional. Es Administrado por la Uptc y queda sobre la Calle 18 en el Centro.

## Turismo étnico

### Grupos indígenas
La presencia de población del pueblo Tunebo U'wa en Boyacá, hace de este un sitio de partida para conocer su cultura ancestral.

### Manifestaciones culturales autóctonas
- Música Carranguera: Es el género musical autóctono del departamento de Boyacá

## Turismo religioso

### Iglesias[8]
- Templo y Convento de Santo Domingo: Es una de las joyas arquitectónicas Coloniales más importantes de la América Latina. Tanto las naves cómo sus hermosas y artísticas capillas, entre ellas.la de Nuestra Señora del Rosario, constituyen un tesoro de arte y decoración de los más representativos y característicos del siglo XVI. Se encuentra sobre la carrera 11 entre calles 19 y 20 en el centro de la ciudad

## Turismo cultural

### Cinema
- Existen 4 salas de cine en la ciudad, la más grande se encuentra en la zona de Unicentro en CINEMARK.

### Tradición oral
Mitos y leyendas

## Turismo gastronómico

### Platos típicos
- Sancocho
- Tamal
- Envuelto
- Fritanga
- Cuchuco de trigo con espinazo
- Runta

## Turismo ecológico

### Museos
- Museo de Historia Natural

El Museo de Historia Natural "Luís Gonzalo Andrade", fundado en el año de 1961, es reconocido a nivel nacional e internacional, gracias a la organización de red de museos ACOM–ICO, y registrado como colección biológica con fines científicos ante el Instituto Alexander von Humboldt, según la Resolución N.º 1115 de 2000, y es considerado Patrimonio Nacional.
El Museo cuenta con una colección de aves con 18 órdenes y 51 familias en la que se destaca el cóndor andino, la colección de mamíferos con 8 órdenes y 25 familias, con ejemplares como el oso perezoso tres dedos y el zorro perruno. y la colección de reptiles con familias como Boidae y Chelidae; de coleópteros y lepidópteros del género Morpho; y de estructuras óseas como la colección de piezas dentarias y de cráneos. Está situado en el Edificio nuevo de laboratorios de la Universidad Pedagógica y Tecnológica de Colombia.

### Reservas naturales
Reserva Forestal el Malmo: Situada en el sur de la ciudad, es un sitio de conservación de especies de fauna y flora del altiplano. Su área de 141.8 hectáreas y compartida con los municipios de Ventaquemada y Cucaita
Reserva Natural de la Sociedad civil "La Cabaña (HaLaCa): situada en el sur occidente de la ciudad, se preserva un ecosistema típico de montaña alta andina, donde aves como el águila y el halcón se crían y viven, además de  contar con encenillos, orquídeas,  líquenes, musgos entre otros; cuenta con senderos aptos para todas las edades, y áreas para investigar y tener aventuras, situado en Tunja

## Turismo deportivo

### Entrenamiento en altitud
Cualquier país que trabaja seriamente en busca de alto rendimiento, recurre entre otros medios al entrenamiento en altura, ya sea en centros propios o en otros países que cuenten con ellos. También se ha relacionado el clima de regiones de montaña (altitudes similares a las de entrenamiento) a la salud, con un efecto estimulante que brinda una sensación de mayor bienestar general. Esto es un hecho, sin embargo, existen dudas y controversias en el conocimiento científico acerca de los efectos sobre diferentes aspectos del rendimiento deportivo. Por la posición estratégica de Boyacá, ha comenzado a perfilarse como centro mundial de entrenamiento de altura para deportistas de alto nivel.

### Deportes extremos
Tunja es un centro de entrenamiento reconocido de entrenamiento en deportes extremos tales como el rápel, espeleología, parapente, canotaje, caminatas, escalada, ciclomontañismo, tirolesa, campismo, patinaje, entre otros. 

## Turismo económico

### Negocios y servicios
Tunja es un punto estratégico económicamente por su posición geográfica que permite la conexión de Bogotá con la Costa Caribe, Venezuela y los Llanos Orientales. Es un punto central de intercambio de mercancías. Los principales centros comerciales se encuentran en el Centro Histórico y en la Comuna 3 en la zona de Unicentro.

### Turismo agrícola
Diversas empresas del sector de Turismo ofrecen estadías en Investigación y desarrollo experimental en el campo de las ciencias naturales y la ingeniería, Investigación y desarrollo experimental agrícola, Actividades de ingeniería forestal y ambiental, Planes de manejo Ambiental, Sensibilización, diagnóstico y elaboración de ofertas ecoturisticas y otras actividades de esparcimiento y entretenimiento al aire libre.

## Festivales y festividades
- Semana Mayor en Tunja
- Festival Internacional de la Cultura de Boyacá: Mayor evento internacional de la ciudad que reúne las expresiones de arte de diversos países del mundo, regiones de Colombia o municipios del departamento de Boyacá
- Aguinaldo Boyacense

## Infraestructura y transporte
La Autopista BTS comunica en sólo 2,5 horas con la capital del país. Se puede ingresar hacia el centro histórico por la Calle 14 desde el sur, por la calle 11 desde los Hongos, las calles 10, 11 y 12 desde el norte, el viaducto JNN a la calle 24 hacia el oriente y la avenida Colón hacia el oeste. En horas de alto tráfico la circulación es reducida. Modernas aceras inauguradas en 2010 permiten un acceso más confortable a los peatones, aunque disminuyó la capacidad de tráfico en la zona. Es accesible en bicicleta a partir de la Cicloruta sur. En la zona Norte, la Avenida Norte permite acceder a los sitios turísticos de la UPTC y de la zona comercial.

## Vida nocturna
Las dos zonas rosa de Tunja situadas una muy cerca a la plaza de Bolívar y otra en la zona norte de la ciudad, ofrecen diversas opciones en cuanto a bares, discotecas, y clubs de música nacional o internacional para todos los gustos.